# Dysmachus gratiosus
Dysmachus gratiosus är en tvåvingeart som beskrevs av Richter 1973. Dysmachus gratiosus ingår i släktet Dysmachus och familjen rovflugor. Inga underarter finns listade i Catalogue of Life.